# دیوید واگنر (بازیکن فوتبال)
دیوید واگنر (آلمانی: David Wagner؛ زادهٔ ۱۹ اکتبر ۱۹۷۱) بازیکن فوتبال پیشین و سرمربی فوتبال اهل ایالات متحده است.

## باشگاهی
از باشگاه‌هایی که در آن بازی کرده‌است می‌توان به آینتراخت فرانکفورت، ماینتس ۰۵، شالکه ۰۴ و دارمشتات ۹۸ اشاره کرد.

## تیم ملی
وی همچنین در تیم ملی فوتبال ایالات متحده آمریکا ۸ بازی انجام داده‌است.